# Shiira
Shiira – przeglądarka internetowa działająca w systemie OS X oparta na silniku WebKit. Jej kod źródłowy dystrybuowany jest na zasadach licencji BSD. Projekt jest prowadzony przez Japończyka o pseudonimie mkino.
Według oficjalnej strony internetowej, celem projektu jest stworzenie przeglądarki internetowej będącą lepszą i bardziej funkcjonalną od Safari.
Ponieważ autorzy projektu tworząc Shiirę bazują swoje pomysły na Safari, obie przeglądarki są do siebie podobne. Shiira ma jednak cechy, które odróżniają ją od Safari. Przykładowo pole wyszukiwania zawiera wiele wyszukiwarek do wyboru i jest w pełni edytowalne przez użytkownika. Ułatwione jest także tworzenie nowych zakładek i płynne przechodzenie pomiędzy nimi. Shiira także natywnie obsługuje format PDF.